# A Manhattan Knight
Pour les articles homonymes, voir Manhattan et Knight.
Pour plus de détails, voir Fiche technique et Distribution.
A Manhattan Knight est un film muet américain à énigme, de 1920, réalisé par George Beranger et mettant en vedette George Walsh, Virginia Hammond, William H. Budd, Warren Cook, Jack Hopkins et William T. Hayes. Il est adapté du roman de 1911 intitulé Find the Woman de Gelett Burgess. Le film est sorti chez Fox Film Corporation en mars 1920,,.

## Fiche technique
- Titre : A Manhattan Knight
- Réalisation : George Beranger
- Scénario : Paul Sloane et George Beranger, d'après le roman Find the Woman de Gelett Burgess (en)
- Société de production : Fox Film
- Pays de production :  États-Unis
- Genre : film à énigme
- Date de sortie :
  - États-Unis : mars 1920

## Distribution
- George Walsh : John Fenton
- Virginia Hammond : Belle Charmion
- William H. Budd : Gordon Brewster
- Warren Cook : l'oncle
- Jack Hopkins : Crook Butler
- William T. Hayes : médecin de famille
- Cedric Ellis : un médium
- Charles Slattery : détective
- Louis Wolheim : Mangus O'Shea
- John Raymond : Stool Pigeon
- Walter Mann : Sproul
- Pauline Garon : sa fille
- Billy Sullivan : l'amoureux de la fille
- L.J. O'Connor : un autre détective

## Préservation
Le film est maintenant considéré comme perdu